# Freedom (canción de Pharrell Williams)
"Freedom" en español «Libertad»,es una canción de Pharrell Williams la cual fue lanzada via streaming en Apple Music e interpretado por Zane Lowe en su espectáculo en Beats 1 el 30 de junio de 2015. Gran parte de la canción estuvo disponible como una broma encima en la página de Twitter de Williams y su video promocional fue puesto en Apple Music. Su vídeo musical fue nominado para el premio al mejor video musical  en los 58.º Premios Grammy .

## Recepción de la Crítica
Escribiendo para Snake Music, Marissa Fitzgerald dio a la canción una opinión muy positiva, dándole 4/5 estrellas, e indicando "'Freedom' es una pista increíble con un ambiente para sentirse bien y un mensaje positivo. La letra es elevar y promover la vida feliz sin restricciones ni limitaciones ".

## Presentaciones en vivo
Williams interpretó la canción en su gira internacional del 2015, que incluye en su conjunto en Glastonbury Festival 2015 en el Pyramid Stage el sábado 27 de junio. Williams también interpretó este sencillo en los MTV Video Music Awards del 2015 y en los MTV Europe Music Awards del 2015. Williams interpretó la canción en The Tonight Show Starring Jimmy Fallon el viernes 11 de septiembre.

## En otros medios
- En 2017, la canción fue utilizada para un anuncio de la empresa de telecomunicaciones  Claro por su subsidiaria en Argentina.[8]
- En 2017, la canción se utilizó en el comercial de Nissan Navara.
- En 2016, la canción se usó en un comercial de Aetna
- En 2016, la canción se usó en la película,  Now You See Me 2 .
- en 2018, la canción se usó en un comercial de Bank of America.
- En 2017, la canción apareció en la película,  Despicable Me 3 .
- En 2017, la canción estaba en la candidatura de Los Ángeles para los Juegos Olímpicos de verano de 2028.
- En 2017, la canción se utilizó para un anuncio del proveedor de energía holandés, Eneco.[9]
- En 2016, la canción se escuchó antes del discurso de concesión pronunciado por  Hillary Rodham Clinton, el  Partido Demócrata candidato al Presidente de los Estados Unidos en las  Elección presidencial de Estados Unidos de 2016.[10]
- En 2016, la canción se utilizó en anuncios de la empresa de telecomunicaciones de Nueva Zelanda,  Spark.
- En 2015, la canción se utilizó para un anuncio del transmisor de televisión alemán, Sky Deutschland.[11]
- En 2019, la canción se usó en el nuevo anuncio de ropa de Walmart para su We Dress America[12] campa

## Listas

### Listas Semanales
| Listas (2015)                          | Mejor posición |
| -------------------------------------- | -------------- |
| Australia (ARIA)                       | 46             |
| Austria (Ö3 Austria Top 40)            | 61             |
| Bélgica (Flandes) (Ultratop 50)        | 2              |
| Belgium Airplay (Ultratop Flanders)    | 1              |
| Belgium Urban (Ultratop Flanders)      | 1              |
| Bélgica (Valonia) (Ultratop 50)        | 2              |
| Belgium Airplay (Ultratop Wallonia)    | 6              |
| República Checa (Rádio Top 100)        | 11             |
| Francia (SNEP)                         | 13             |
| Alemania (Media Control AG)            | 66             |
| Greece Digital Songs (Billboard)       | 3              |
| Hungría (Single Top 40)                | 11             |
| Israel (Media Forest)                  | 3              |
| Italia (FIMI)                          | 13             |
| Países Bajos (Mega Single Top 100)     | 27             |
| Países Bajos (Dutch Top 40)            | 16             |
| Escocia (Scottish Singles Sales Chart) | 50             |
| Eslovaquia (Rádio Top 100)             | 55             |
| España (Top 100 Canciones)             | 30             |
| Suiza (Schweizer Hitparade)            | 26             |
| Reino Unido (UK Singles Chart)         | 36             |
| US Pop Digital Songs (Billboard)       | 30             |

### Listas al Final del Año
| Lista (2015) | Mejor posición |
| ------------ | -------------- |
| Italy (FIMI) | 68             |

## Certificaciones
| País          | Certificación | Ventas |
| ------------- | ------------- | ------ |
| Italia (FIMI) | Platino       | 50,000 |